# Michael Romeo

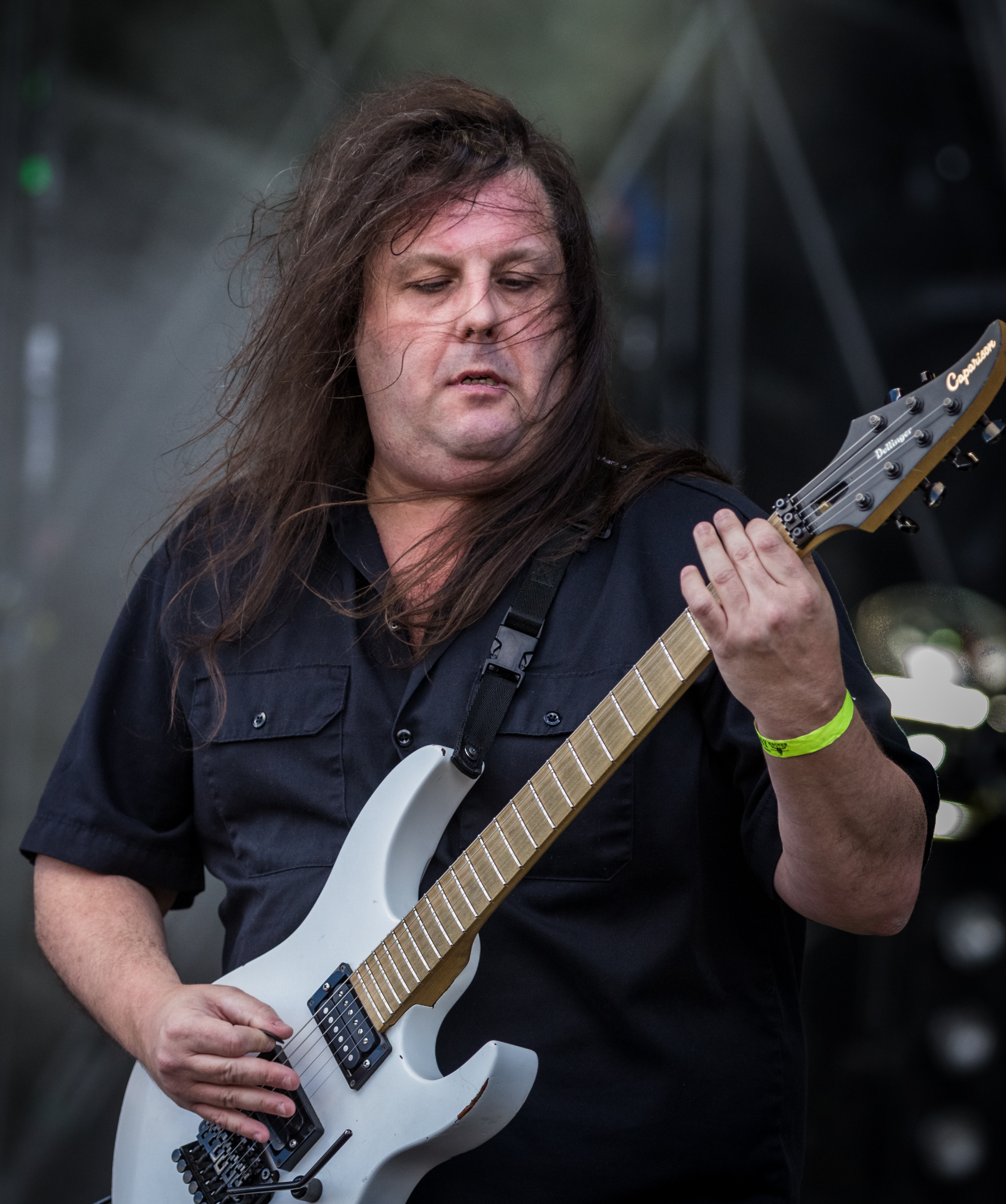
Michael Romeo in 2016

Michael James Romeo is de gitarist en een van de oprichters van de Amerikaanse progressive metalband Symphony X. Romeo heeft ook kort pianolessen genomen en klarinet gespeeld, maar sloeg al snel over op het gitaarspelen na het gitaarspel van Ace Frehley van de band KISS te hebben gehoord. Hij heeft zowel algemene gitaarlessen als klassiek gitaarlessen gevolgd. Zijn eerste gitaar was een tweedehandse gitaar van een rommelmarkt. Rond twaalf jaar kocht hij zijn eerste elektrische gitaar.

## Invloeden
Michael Romeo's huidige muziekstijl en -voorkeur zijn voortgekomen uit een grote reeks artiesten. Zoals al eerder genoemd kreeg hij interesse in het gitaarspel door de band KISS. Op vroege leeftijd hield hij van bands als Led Zeppelin, AC/DC en Black Sabbath. Na naar de albums "Blizzard of Ozz" en "Diary of a Madman" van Ozzy Osbourne te hebben geluisterd besloot Romeo om zijn eigen elektrische gitaar te kopen. Ook hield hij ervan hoe Randy Rhoads klassieke muziek in zijn spel integreerde. Specifieke albums waar Romeo veel invloed aan bindt zijn "Heaven and Hell" van Black Sabbath en "Permanent Waves" en "Moving Pictures" van Rush. Ook vroege albums van Judas Priest en Iron Maiden behoren tot deze lijst. Van alle artiesten beschouwt Romeo Randy Rhoads, Uli Jon Roth, Al DiMeola en Yngwie Malmsteen als zijn grootste invloeden. Gitaristen met een grote invloed op Romeo's gitaarspel zijn Paul Gilbert, Alan Holdsworth, Frank Gambale, Marty Friedman en Jason Becker en later in zijn carrière werd Romeo beïnvloed door de bands Kansas, ELP en UK. Zoals de meeste van de andere bandleden van Symphony X werd ook Romeo beïnvloed door klassieke componisten als Bach, Beethoven, Mozart, Rimsky-Korsakov, Wagner en Stravinsky.

## Carrière
Op de middelbare school heeft Romeo in veel verschillende bands gezeten. In de vroege jaren 90 zat hij in een band genaamd Phantom's Opera, maar deze band viel na een tijdje uit elkaar. Daarna begon hij met het opnemen van verscheidene samples van zijn gitaarspel, die hij naar de publishers van die tijd stuurde. zijn muziek kreeg veel goede reacties, en uiteindelijk nam Zero Corporation contact met hem op met de vraag of hij een band had met de soort muziek die hij had ingezonden. Romeo had toen al vaker muziek geschreven met de bassist Thomas Miller, maar hij had nog geen band. Hij kreeg hierdoor echter wel meer serieuze ideeën om een band op te richten. Een vriend vertelde hem over Michael Pinnella, de huidige toetsenist van Symphony X. Ook kende hij zanger Rod Tyler al van een van zijn vorige bands. Tyler introduceerde hen toen aan drummer Jason Rullo. Samen begonnen ze hun eerste demo op te nemen, die uitgebracht werd onder de titel The Dark Chapter. Ze noemden zich Symphony X. Tot nu toe heeft Romeo aan alle albums van Symphony X meegewerkt.

## Discografie

### Solo
- The Dark Chapter (1994)
- War of the Worlds, Pt. 1 (2018)
- War of the Worlds, Pt. 2 (2022)

### Symphony X
- Symphony X (1994)
- The Damnation Game (1995)
- The Divine Wings of Tragedy (1997)
- Twilight in Olympus (1998)
- Prelude to the Millennium (1998)
- V - The New Mythology Suite (2000)
- Live on the Edge of Forever (2001)
- The Odyssey (2002)
- Paradise Lost (2007)
- Iconoclast (2011)
- Underworld (2015)